# Gabiley
Gabiley (o Gebiley) è un centro abitato della Somalia, situato nella regione del Nordovest.